# Flik 40
A Fliegerkompanie 40 (rövidítve Flik 40, magyarul 40. repülőszázad) az osztrák-magyar légierő egyik repülőszázada volt.

## Története
A századot az ausztriai Straßhofban állították fel, majd kiképzése után 1917. január 25-én az erdélyi Besztercébe, majd Gălăneștibe irányíották. 1917. július 25-én az egész légierőt átszervezték; ennek során a század hadosztályfelderítői feladatot kapott (neve ekkortól Divisions-Kompanie 40, Flik 40D). Az oroszokkal kötött fegyverszünet után az olasz frontra, a 6. hadsereghez helyezték át, ahol Pordenonéban volt a bázisa. 1918 szeptemberében egy újabb átszervezés során fotófelderítő egységgé (Photoaufklärer-Kompanie 40, Flik 40P) képezték át; ekkor San Giacomo di Veglia tábori repülőteréről indult bevetésekre.
A háború után a teljes osztrák légierővel együtt felszámolták.

## Századparancsnokok
- Felix Seigerschmidt főhadnagy
- Matthäus Schwarz főhadnagy

## Századjelzés
A 6. hadsereg alárendeltségében a repülőszázad gépeinek keréktárcsájára piros és fehér körgyűrűt; valamint a törzsre a pilótafülke és a farok között piros törzsgyűrűt festettek fel. Egyes esetekben a keréktárcsa kettéosztva piros-fehér színű volt.  

## Repülőgépek
- Aviatik D.I
- Phönix D.I
- Albatros D.III